# آسیاب شیخی (شماره ۴)
آسیاب شیخی (شماره ۴) مربوط به سدهٔ ۹ و ۱۰ ه.ق است و در ۴ کیلومتر غرب بشرویه واقع شده و این اثر در تاریخ ۵ تیر ۱۳۸۴ با شمارهٔ ثبت ۱۱۹۳۱ به‌عنوان یکی از آثار ملی ایران به ثبت رسیده است.